# ليونيل لوران
ليونيل لوران (بالفرنسية: Lionel Laurent)‏ هو متسابق بياثل فرنسي، ولد في 10 أكتوبر 1964 في Moûtiers ‏ في فرنسا.

## وصلات خارجية
- ليونيل لوران على موقع IBU (الإنجليزية)
- ليونيل لوران على موقع أوليمبيديا (الإنجليزية)